# オバケのQ太郎 (堀絢子/ニューロイヤルの曲)
「オバケのQ太郎」（オバケのキューたろう）は、1971年に日本テレビで放送されたアニメ『新オバケのQ太郎』の主題歌である。作詞・東京ムービー企画部（現：トムス・エンタテインメント）、作曲および編曲・山本直純。メインヴォーカルは（2代目）Q太郎役の堀絢子で、バックコーラスのニューロイヤルと共同でクレジットされている。
本項では、B面収録のエンディング曲「オバQえかきうた」についても解説する。

## 解説
『新オバケのQ太郎』は藤子不二雄（藤子・F・不二雄、藤子不二雄Ⓐ）の漫画『オバケのQ太郎』を原作とするアニメの第2作に当たる。『新』は1965年からTBSテレビで放送されたアニメ第1作『オバケのQ太郎』の続編ではなくカラーリメイクと言う扱いで、主題歌は第1作と同じ東京ムービー企画部の作詞により旧作の前期主題歌（タイトルチューン）で石川進が歌う「オバケのQ太郎」との同名異曲となっているが、後述のようにアルバム収録時は石川の旧主題歌と区別する目的で「新」を付ける場合がある。
最初の発売は朝日ソノラマのソノシート（規格品番：AM-24）で、次いで日本コロムビアからシングル盤（SCS-135）が発売された。コロムビアからは『新』の堀版「オバケのQ太郎」と「オバQえかきうた」をA面、第1作の「オバQ音頭」と石川版「オバケのQ太郎」をB面に収録したコンパクト盤（C-94）も発売された。
キングレコードから1972年に発売されたLP盤『ハイ!! きまりました 傑作テレビ・マンガ・映画主題歌』（SKM(H)-2144）B面トラック1収録の「新・オバケのQ太郎」はシングルと同じ堀がメインヴォーカルのセルフカバーだが、バックコーラスはオリジナルのニューロイヤルでなく後述の「オバQえかきうた」を歌唱したザ・グリンピースが起用されている。
アニメ第1作と1985年放送のテレビ朝日版（第3作）では主題歌以外に多数の挿入歌やキャラクターソングが作成されたのに対し『新』ではオープニング・エンディングの2曲以外の楽曲は作られていない。

### オバQえかきうた
B面に収録された「オバQえかきうた」はアニメのエンディング曲で、オープニングの堀版「オバケのQ太郎」と共に全70話を通して使用された。1番がQ太郎、2番がO次郎、3番がドロンパ、4番がP子の絵描き歌になっているが、アニメで使用されたのは前半の2番までである。
- 作詞 - 東京ムービー企画部
- 作曲・編曲 - 山本直純
- うた - ザ・グリンピース

なお第3作では、本曲とは別に「Qちゃんえかきうた」が作成されている。

## アルバム収録
アルバムへの初収録は本放送中の1971年12月にコロムビアから発売されたLP盤『デラックスえほんレコード16 ゴールデンテレビまんが大行進6』（KX-16）A面のトラック1・2で、ここでは「新オバケのQ太郎」の表題で収録された。
CDへの収録は多数にのぼるため、堀版「オバケのQ太郎」と「オバQえかきうた」の両方が収録された主要なものを挙げる。
トライエム
- 東京ムービーアンソロジー (1) 1964〜1972（MECB-2001） - トラック20・21

アニメ第1作の楽曲も収録。TVサイズ収録はこのアルバムが唯一である。
日本コロムビア
- コロムビア アニメ・特撮主題歌全集5（COCX-33500〜33501） - トラック6・7
- 藤子・F・不二雄 生誕80周年 藤子・F・不二雄 大全集（COCX-38881〜38885） - ディスク1/トラック13・14

バップ
- 日テレ60&YTV55 アニメソング アルティメットBOX I -昭和篇-（VPCG-84952） - ディスク1/トラック15・16

## カバー
「新・オバケのQ太郎」はモダンチョキチョキズのメジャーデビューシングル。1992年6月21日にKi/oonソニーから発売され、翌月発売のアルバム『ローリング・ドドイツ』のトラック5に収録。
1997年発売のアルバム『レディーメイドのモダンチョキチョキズ』ではトラック9にアレンジバージョンの「新・オバケのQ太郎 MEGA MIX」が収録された。
収録曲
- 新・オバケのQ太郎

作詞：東京ムービー企画部、作曲：山本直純
- 主夫の生活

作詞・作曲：磯田収